# Australská fotbalová reprezentace do 20 let
Australská fotbalová reprezentace do 20 let reprezentuje Austrálii na mezinárodních turnajích, jako je Mistrovství světa ve fotbale hráčů do 20 let.

## Mistrovství světa
| Rok    | Účast                                            | Soupisky |
| ------ | ------------------------------------------------ | -------- |
| 1977   | nekvalifikovali se                               |          |
| 1979   | nekvalifikovali se                               |          |
| 1981   | Vyřazení ve čtvrtfinále NSR                      |          |
| 1983   | nepostoupili ze skupiny                          |          |
| 1985   | nepostoupili ze skupiny                          |          |
| 1987   | nepostoupili ze skupiny                          |          |
| 1989   | nekvalifikovali se                               |          |
| 1991   | Prohra v utkání o 3. místo se SSSR               |          |
| 1993   | 4. místo                                         |          |
| 1995   | Vyřazení ve čtvrtfinále Portugalskem             |          |
| 1997   | Vyřazení v osmifinále Japonskem                  |          |
| 1999   | nepostoupili ze skupiny                          |          |
| 2001   | Vyřazení v osmifinále Brazílií                   |          |
| 2003   | Vyřazení v osmifinále SAE                        |          |
| 2005   | nepostoupili ze skupiny                          |          |
| 2007   | nekvalifikovali se                               |          |
| 2009   | nepostoupili ze skupiny                          |          |
| 2011   | nepostoupili ze skupiny                          |          |
| 2013   | nepostoupili ze skupiny                          |          |
| 2015   |                                                  |          |
| 2017   |                                                  |          |
| 2019   |                                                  |          |
| 2021   |                                                  |          |
| Celkem | účast – 15× zlato – 0×, stříbro – 0×, bronz – 0× |          |